# A.S.D. Mezzolara
Associazione Sportiva Dilettantistica Mezzolara là một câu lạc bộ bóng đá Ý có trụ sở tại Mezzolara, một frazione của Budrio, Emilia-Romagna.

## Lịch sử
Câu lạc bộ được thành lập vào năm 1965.

## Màu sắc và huy hiệu
Màu sắc của đội là trắng và xanh nhạt.